# Weyrauchia marcelae
Weyrauchia marcelae är en skalbaggsart som beskrevs av Martins och Maria Helena M. Galileo 2008. Weyrauchia marcelae ingår i släktet Weyrauchia och familjen långhorningar. Inga underarter finns listade i Catalogue of Life.